# Flora Rossica (книга Ледебура)
«Flora rossica», или «Флора России» (полное название лат. Flora rossica, sive, Enumeratio plantarum in totius imperii Rossici provinciis europaeis, asiaticis et americanis hucusque observatarum) — первое законченное собрание свода российских растений, составленное Карлом фон Ледебуром. Этот капитальный труд, в котором описано 6 522 видов в 1 139 родах и 146 семействах и который до сих пор является единственным в своём роде, осуществлён Ледебуром на личные средства министра финансов графа Е. Ф. Канкрина (издан на латыни в Штутгарте в 1842—1853 в 4 томах).
Стандартное обозначение названия книги при использовании в номенклатурных цитатах — Fl. Ross. (Ledeb.).

## Содержание
Работа эта издавалась отдельными выпусками и содержит диагнозы всех таксонов сосудистых растений (от подклассов до внутривидовых), расположенных по системе Декандоля, с перечислением синонимов. Распространение видов указано по 16 регионам:
1. Европейская Арктика,
2. Северная Россия,
3. Средняя Россия,
4. Южная Россия,
5. Крым,
6. Кавказ,
7. «Уральская Сибирь» (от Урала до Оби и Иртыша),
8. Алтай,
9. Байкальская Сибирь,
10. Даурия,
11. Восточная Сибирь,
12. Чукотка,
13. Арктическая Сибирь,
14. Камчатка,
15. тихоокеанские острова,
16. Русская Америка.

Во многих случаях при описаниях видов характеристика распространения детализирована до указания губерний, а иногда и конкретных пунктов. Описание всех видов семейства завершается таблицами, содержащими статистические сведения о числе видов каждого рода в указанных выше 16 районах, о числе однолетников, многолетников и деревянистых растений по регионам, о сопоставлении числа видов в каждом регионе с флорой Германии.

## История создания
Летом 1826 Карл Леденбур по заданию Дерптского университета и министра финансов Е. Ф. Канкрина предпринял большую флористическую экспедицию по Алтаю и Казахстану. Члены экспедиции за один сезон обследовали огромную территорию, включающую Горный и Рудный Алтай, собрали обширный гербарий из 1600 видов алтайских растений, из которых более трети оказались новыми видами, неизвестными ботанической науке, а также коллекции растений, семян и насекомых. Основным результатом предпринятого путешествия явилось издание фундаментальных сочинений К. Ф. Ледебура «Флора Алтая» (1829–1832 гг.) в 4 томах с прекрасно выполненными рисунками растений, «Флора России» в 4 томах, изданная в Штутгарте в 1842-1853 гг.
В 1836 Карл Леденбур вышел в отставку в звании заслуженного профессора и полностью посвятил себя изданию Flora rossica. Для завершения этого труда возвратился в Германию, сначала в Гейдельберг, а затем в Мюнхен, за несколько месяцев до смерти подготовил полный текст последней части Flora rossica.